# Suillus sibiricus
A Suillus sibiricus é uma espécie de fungo da família Suillaceae. É encontrada em montanhas da Europa, América do Norte e Sibéria, estritamente associada a várias espécies de pinheiros. Devido ao seu habitat específico e à sua raridade na Europa, foi selecionada para inclusão em várias listas regionais de espécies ameaçadas. Seus basidiomas são caracterizados por terem píleos viscosos em clima úmido, que podem atingir diâmetros de até 10 cm. Na parte inferior do píleo, há poros angulares amarelos. O estipe tem até 8 cm de altura e 2,5 cm de largura e normalmente tem um anel, um resquício do véu parcial que cobre o basidioma em seu desenvolvimento inicial. Na América do Norte, ele é comumente chamado de siberian slippery jack. Uma análise filogenética mostrou que a S. sibiricus está intimamente relacionada à S. umbonatus e à S. americanus e pode ser de fato coespecífica com a última espécie.

## Taxonomia, nomenclatura e filogenia
A espécie foi descrita cientificamente pela primeira vez sob o nome Ixocomus sibiricus pelo micologista americano Rolf Singer, em 1938, com base em material coletado sob Pinus cembra var. sibirica nas montanhas Altai da Ásia Central. Em 1945, ele a transferiu para Suillus. Alexander H. Smith chamou a espécie de Boletus sibiricus em 1949, mas hoje esse nome é considerado um sinônimo. Singer nomeou a subespécie S. sibiricus subsp. helveticus em 1951, com base em material coletado por Jules Favre na Suíça, em 1945. Mais tarde, Roy Watling considerou esse nome um nomen nudum - não publicado com uma descrição adequada e, portanto, não qualificado como um nome científico formal.
De acordo com o arranjo de 1986 de Singer, a S. sibiricus é classificada na subseção Latiporini da seção Suillus no gênero Suillus. A seção Suillus inclui espécies com pontos glandulares no estipe e um véu parcial que se torna apendiculado na borda do píleo. As características das espécies da subseção Latiporini incluem esporada cor de canela sem uma coloração oliva e poros largos na parte inferior do píleo (mais largos que 1 mm quando maduros). Outras espécies da subseção incluem S. flavidus, S. umbonatus, S. punctatipes e S. americanus.
Uma análise filogenética de várias espécies disjuntas de Suillus do leste da Ásia e do leste da América do Norte revelou que S. sibiricus forma um clado bem sustentado com S. americanus e S. umbonatus; essas relações são corroboradas por uma análise anterior (1996), que usou uma amostragem maior de espécies de Suillus para determinar as relações taxonômicas no gênero. Dentro desse clado, a S. umbonatus e a S. sibiricus dos EUA podem ser separadas do restante do grupo. Entretanto, as relações filogenéticas entre os isolados testados, determinadas por diferentes métodos de análise, nem sempre são consistentes e não puderam ser estabelecidas com confiança. Em geral, há pouca divergência filogenética detectada nesse clado.

## Descrição

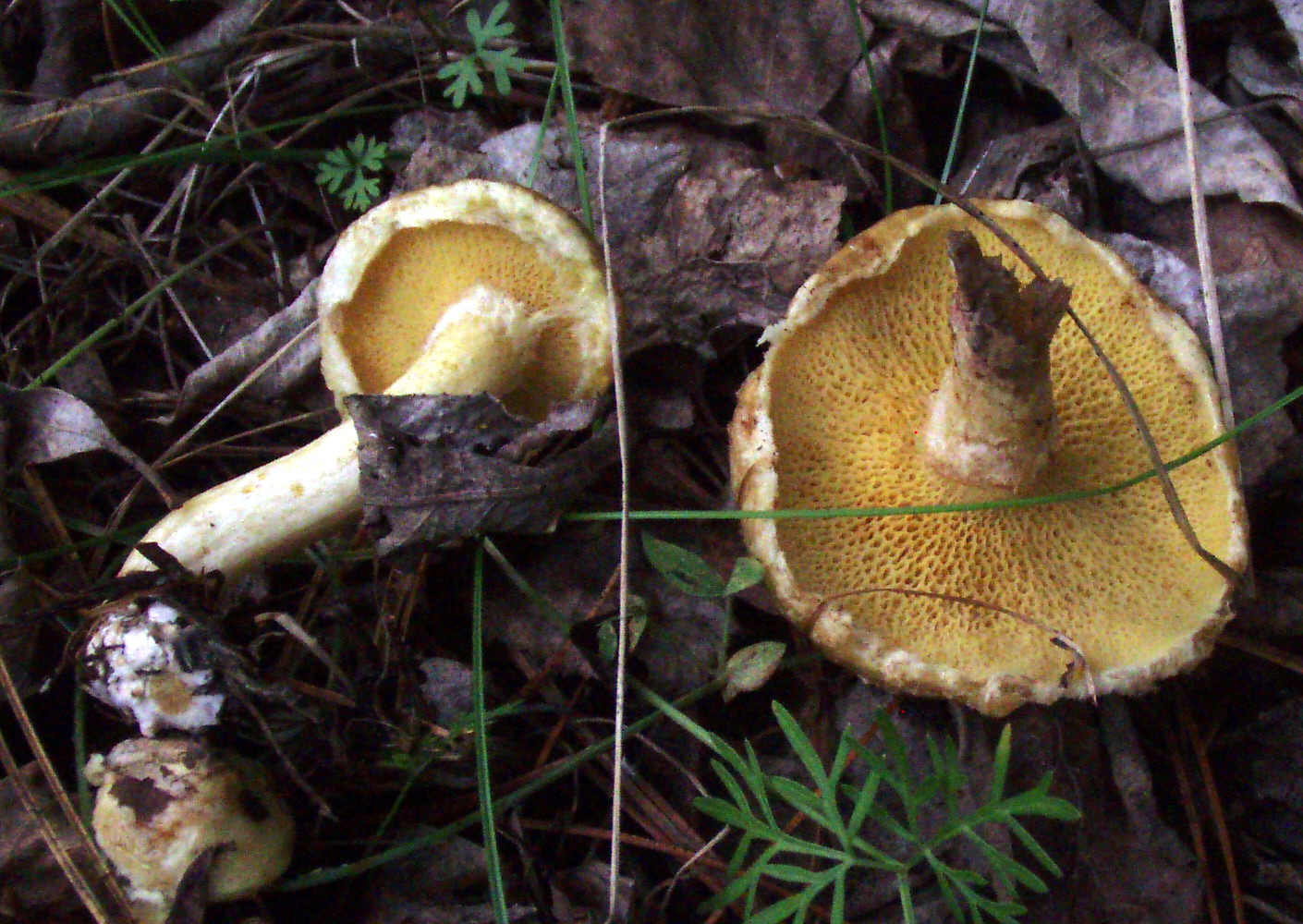
Os poros angulares têm mais de 1 mm de largura.

O basidioma da Suillus sibiricus é um boleto de tamanho médio. O píleo é inicialmente hemisférico e amarelo-palha, mas se expande com a maturidade e finalmente se achata, tornando-se mais escuro e com manchas ou fibrilas marrom-avermelhadas. O diâmetro do píleo é de até 10 cm. A pileipellis é mucilaginosa, especialmente quando úmida, e pode ser removida. Em espécimes imaturos, um véu parcial se estende do estipe até a periferia do píleo. Em espécimes maduros, ele é suprimido, deixando um anel felpudo ao redor do estipe e fragmentos pendurados na periferia do píleo. Os tubos são inicialmente amarelos, mas tornam-se marrons; são adnatos ou ligeiramente decorrentes (prolongando-se sobre o estipe). Os poros são angulares, com mais de 1 mm de diâmetro e da mesma cor que os tubos, mas mancham-se de rosa sujo ou vináceo quando feridos. Os tubos que formam os poros têm de 7 a 10 mm de comprimento.
O estipe é cilíndrico, com até 8 cm de altura e 2,5 cm de largura; é amarelo, tornando-se rosa a vermelho em direção à base e é coberto por grânulos que se tornam mais escuros à medida que o cogumelo amadurece. O véu parcial e, mais tarde, o anel, é felpudo, esbranquiçado e preso ao terço superior do estipe. Como o anel é temporário, nem sempre está presente; acredita-se que os basidiomas que se desenvolvem em condições secas têm menos probabilidade de ter um anel. A carne é amarelo-clara e se mancha de marrom-avermelhado quando ferida; inicialmente é firme e com a maturidade torna-se cada vez mais macia.
A esporada é marrom. Os esporos são elipsoides, medem de 9 a 12 por 3,8 a 4,5 μm, têm paredes finas e são lisos quando vistos ao microscópio. Os basídios (células portadoras de esporos) são em forma de taco, têm quatro esporos e medem de 22 a 34 por 5 a 8 μm. A carne fica avermelhada e depois escurece quando é aplicada uma solução de hidróxido de potássio; com solução de sulfato de ferro (II), a carne descolore lentamente para cinza.
A Suillus sibiricus é comestível, mas não tem muito valor comercial ou culinário. É uma das mais de 200 espécies de cogumelos frequentemente coletadas para consumo no Nepal. Seu sabor foi descrito por vários autores como azedo (Europa) e não distinto ou ligeiramente amargo (América do Norte). Seu odor não é característico. Foi relatado que pode causar reações alérgicas.

### Espécies semelhantes
Na América do Norte, a Suillus americanus tem uma aparência semelhante, mas uma distribuição mais oriental. Ela está associada ao pinheiro branco. Embora alguns autores tenham tentado distinguir as duas espécies usando a largura do estipe ou diferenças na coloração do basidioma, reconhece-se que essas características são variáveis e dependem de fatores ambientais. A análise filogenética de Wu e pesquisadores (2000) sugere que os dois táxons podem ser o mesmo, embora sejam necessárias mais amostras de diferentes áreas geográficas para verificar isso.

## Distribuição e habitat

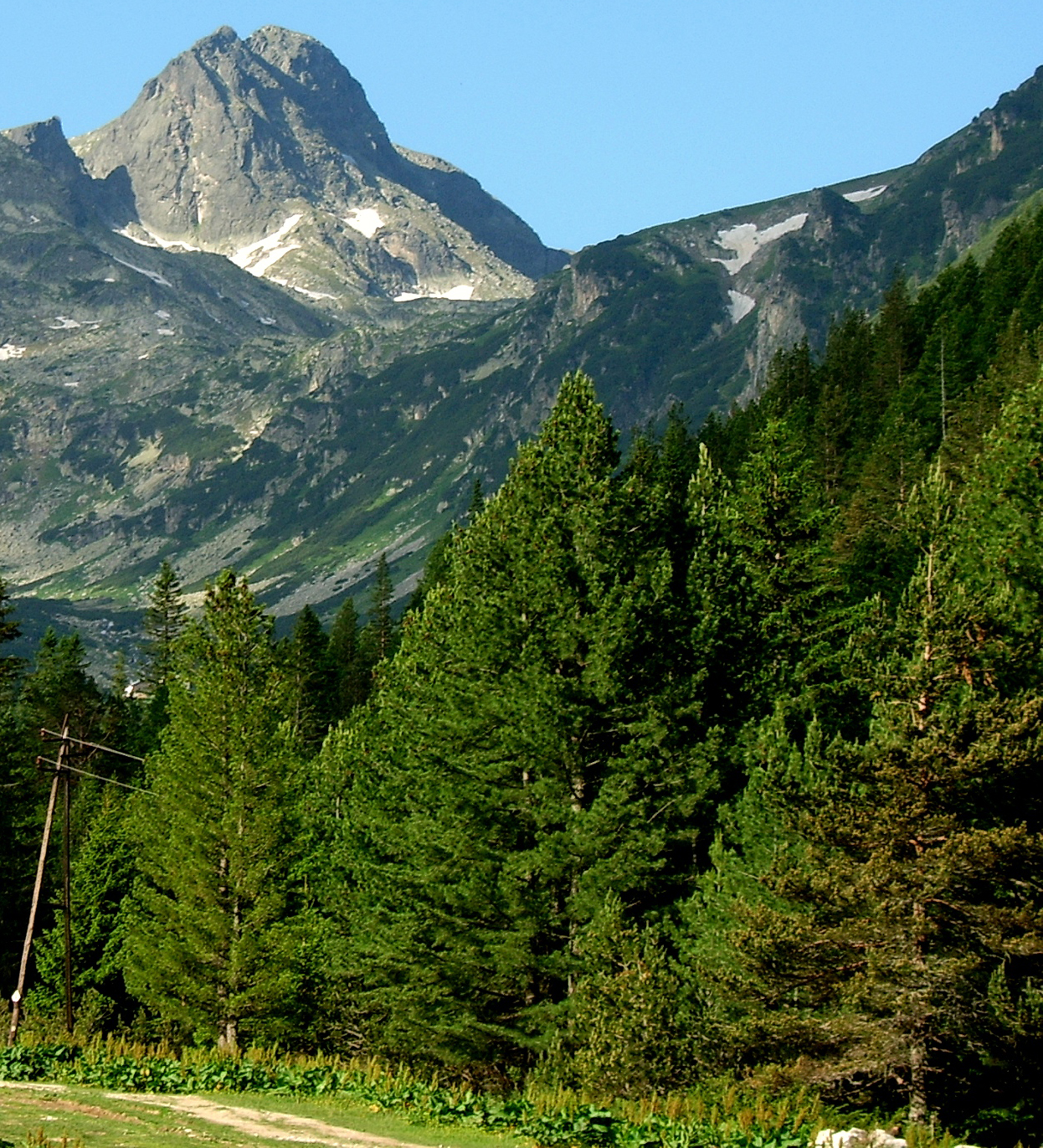
Habitat típico da Suillus sibiricus na Europa, com Pinus peuce. Montanhas Rila, Bulgária

A Suillus sibiricus foi registrada em partes da Europa, América do Norte e Sibéria. O fungo forma associações ectomicorrízicas estritas com pinheiros do subgênero Strobus. Entre eles estão o Pinus cembra nos Alpes e Montanhas Tatra da Europa Central, o P. peuce nos Bálcãs, o P. monticola e o P. flexilis no noroeste do Pacífico da América do Norte, o P. banksiana em Quebec, Canadá, e o P. sibirica e P. pumila na Sibéria e no Extremo Oriente Russo. A distribuição do fungo é, portanto, limitada pela distribuição da árvore hospedeira. Também foi demonstrado que a S. sibiricus é capaz de formar ectomicorrizas com a espécie P. wallichiana do Himalaia em condições de cultura de laboratório.
O fungo é raro na Europa e sua distribuição normalmente corresponde a altitudes elevadas na linha de árvores alpinas ou próxima a ela. É encontrado em pelo menos 11 países e foi incluído na lista de espécies com risco de extinção de 8 países. É considerado criticamente ameaçado de extinção na República Tcheca. O Conselho Europeu para Conservação de Fungos ( European Council for Conservation of Fungi) sugeriu que a Suillus sibiricus fosse listada no Apêndice II da Convenção de Berna. Os fatores que ameaçam o habitat da S. sibiricus incluem o desmatamento e a construção de pistas de esqui e outras infraestruturas para esportes de inverno.
O cogumelo frutifica no verão e no outono na Europa e no oeste da América do Norte, onde costuma ocorrer em abundância. A distribuição na América do Norte se estende para o sul até Nuevo Leon, no México.

## Links externos
- Imagens em Mushroom Observer
- Imagens em Funghiitaliani